# Лютаево
 Лютаево  — село в Солонешенском районе Алтайского края, административный центр Лютаевского сельсовета. Расположено на реке Солоновке.

## История

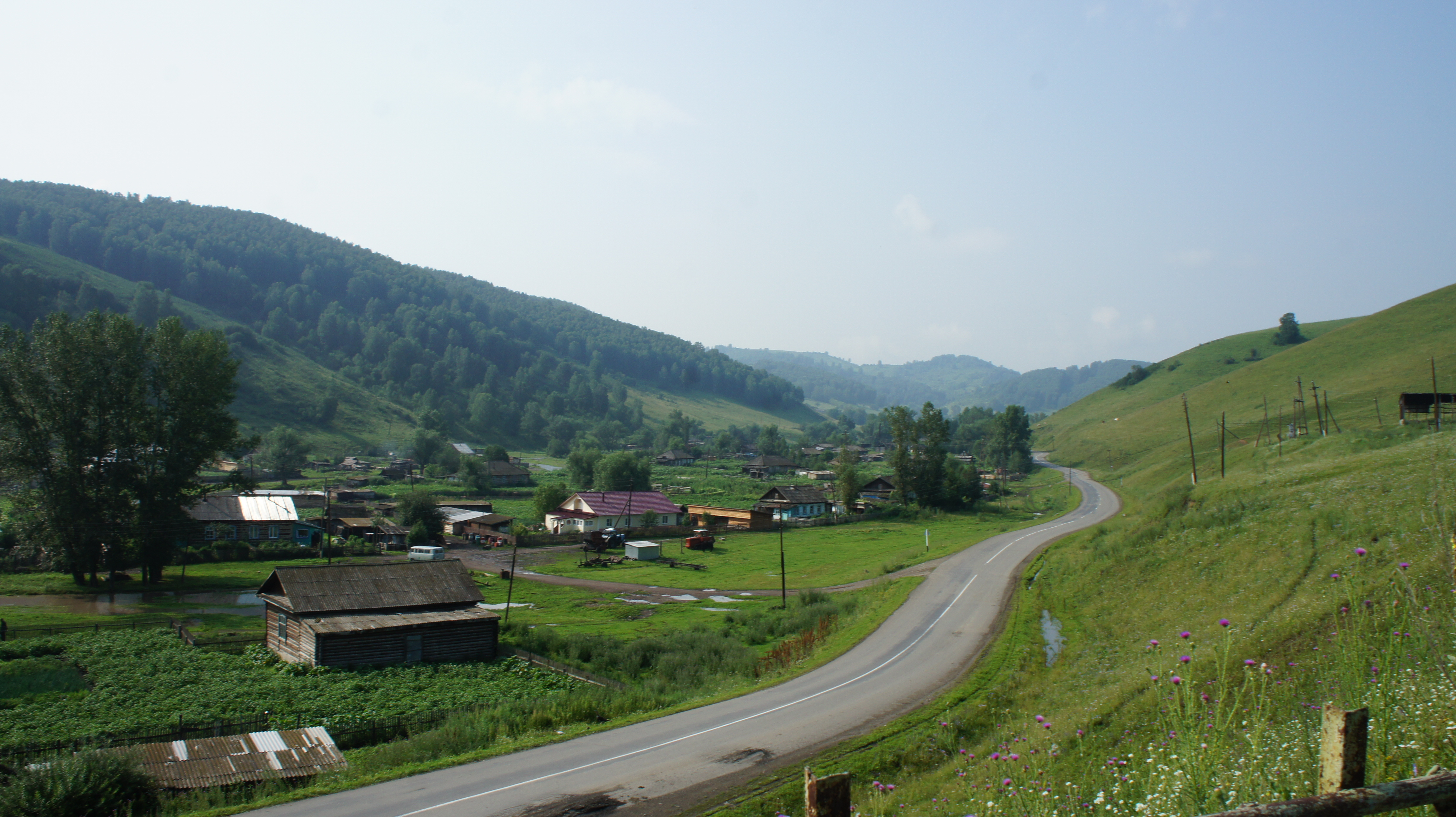
Село Лютаево, Солонешенский район Алтайского края

По данным Ю. С. Булыгина, село было образовано «заимочным путём» в 50-х годах XIX века крестьянами из Солоновки. В начале 60-х годов в селе поселились несколько семей поморского толка из Солоновки и Сычёвки. Официально посёлок был зарегистрирован в 1878 году. В 1882 году мужское население села составляло 46 человек, а к 1893 году в селе проживали 175 мужчин и 201 женщин, насчитывалось 60 хозяйств.
В первой трети XX в. в селе существовала община старообрядцев поморского согласия..
Исторически известно ещё одно название села — деревня Лежанова.
Основано в 1851 г. В 1928 году состояло из 160 хозяйств, основное население — русские. В административном отношении являлось центром Лютаевского сельсовета Сычевского района Бийского округа Сибирского края.

### Памятники
В селе установлен памятник крестьянам, погибшим во время гражданской войны.

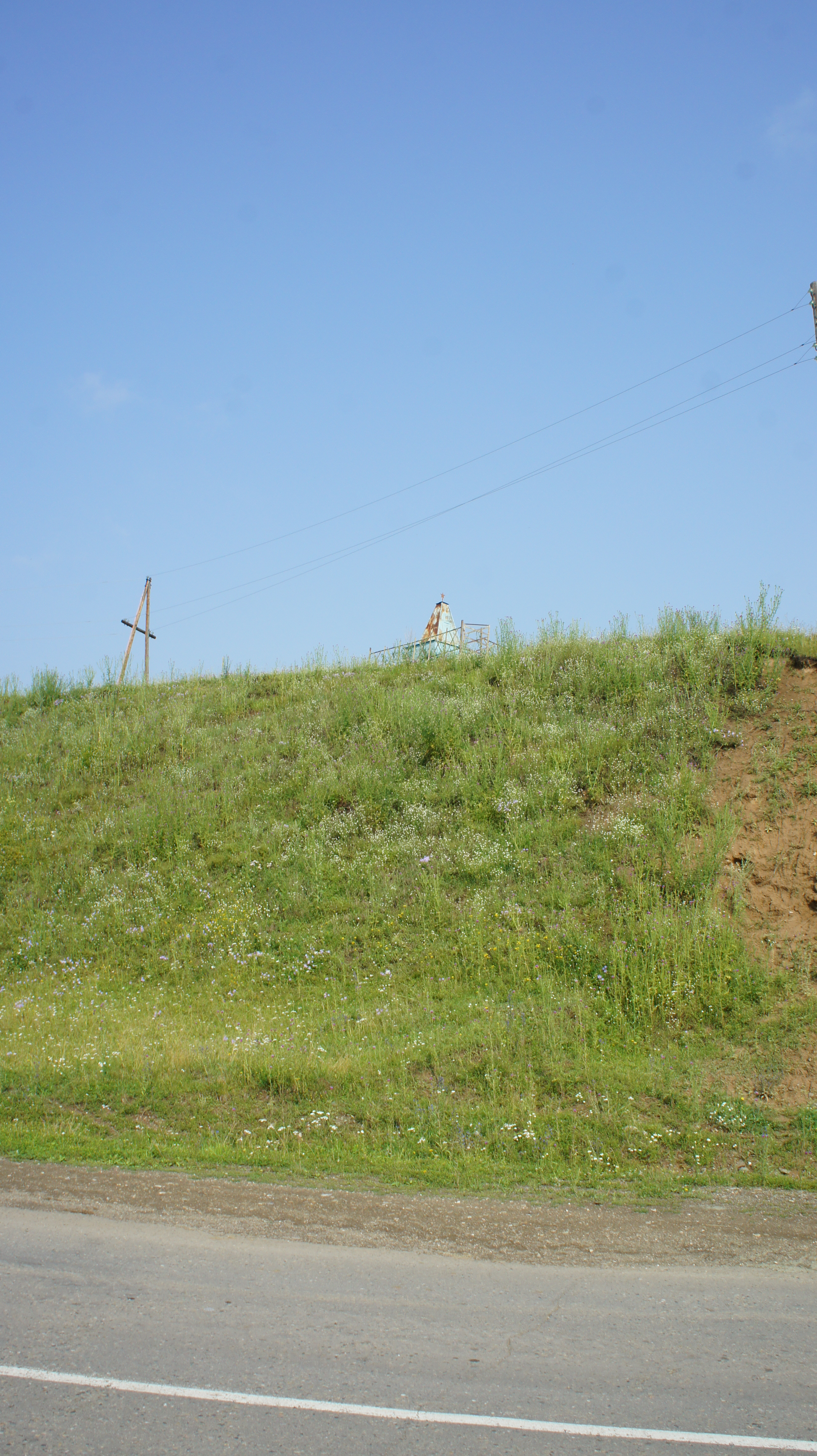
Памятник красногвардейцам отряда Сухова в с. Лютаево

## Население
| 1926 | 1997 | 1998 | 1999 | 2000 | 2001 |
| ---- | ---- | ---- | ---- | ---- | ---- |
| 868  | ↘560 | ↗606 | ↘563 | ↘550 | ↘535 |
| 2002 | 2003 | 2004 | 2005 | 2006 | 2007 |
| ↘486 | ↘472 | ↘454 | ↗457 | ↘419 | ↗432 |
| 2008 | 2009 | 2010 | 2011 | 2012 | 2013 |
| ↘407 | ↘401 | ↘362 | ↘354 | ↘333 | ↘310 |

Национальный состав
Согласно результатам переписи 2002 года, в национальной структуре населения русские составляли 96 %.

## Образование
В селе расположено муниципальное образовательное учреждение «Лютаевская муниципальная средняя общеобразовательная школа».